# ۴۲۷ (میلادی)
۴۲۷ (میلادی) چهارصد و بیست و هفتمین سال تقویم میلادی است.

## درگذشتگان
‎